# 木の花ドーム
木の花ドーム（このはなドーム）は、宮崎県宮崎市の宮崎県総合運動公園内にある木造ドーム。名称は立地場所である木花の地域名と日本神話の木花之開耶姫にちなんでつけられた。多目的施設として使用され、読売ジャイアンツのキャンプ時には早朝練習や雨天時の練習場としても使用されている。
2014年10月1日より5年間、宮崎県総合運動公園が霧島酒造と命名権の契約を締結したのに伴い、本施設も「KIRISHIMA木の花ドーム」の名称となっていた。
2019年12月に霧島酒造に代わり米良電機産業が宮崎県総合運動公園のネーミングライツを獲得したが、愛称に社名を入れず呼称を「ひなた木の花ドーム」とし、2020年4月より使用されている。

## 施設概要
木の花ドームは2004年（平成16年）4月に完成した。工期は2002年（平成16年）1月から2004年（平成16年）3月で、設計施工は大建設計と戸田建設が担当した。
木造ドームとしては国内第三位の規模を誇り、宮崎県産杉を約7400本相当使用している。軟らかい材質の杉材を用いたドームとしては日本最大である。軟らかい杉は通常のねじでは緩んでしまうため、杉の固定にはねじを用いず、杉に小さな穴をあけ、その直径よりやや大きい鉄の棒で木材を固定する「木殺し」という技術を用いている。また単層アーチ構造の木造ドームとしては世界に類を見ない規模の大きさをもつ建造物である。全面人工芝敷き。

## 利用形態
ソフトボール、軟式野球、硬式野球、サッカー、フットサル、ゲートボール、コンサート、展示会など。読売ジャイアンツの春季・秋季キャンプでは、早出練習や雨天時にひなたサンマリンスタジアム・ひむかスタジアムで練習が出来ない場合の予備会場として使っている。またアリーナ内には軟式野球とサッカー・ラグビーに対応したスコアボードパネルが設置されている。
宮崎市内の私立・鵬翔中学校が体育祭の会場としている。